# Sibon merendonensis
Sibon merendonensis es una especie de serpiente que pertenece a la familia Dipsadidae.

## Distribución geográfica
Es endémico del oriente de Guatemala y su área de distribución incluye los bosques nubosos de La Montaña de las Granadillas, en la Sierra del Merendón, a 1364 m s. n. m..

## Estado de conservación
Se encuentra amenazada por la pérdida de su hábitat natural.